# 2001年岡比亞總統選舉
甘比亞於2001年10月18日舉行總統選舉。結果是現任總統葉海亞·賈梅獲勝，他獲得了略高於50%的選票。
選舉前的暴力事件導致一名手無寸鐵的反對黨支持者被一名警察開槍打死，多人受傷。政府還驅逐了一名參加反對黨集會的英國外交官。